# Pavlice
Obec Pavlice (německy Paulitz) se nachází v okrese Znojmo v Jihomoravském kraji. Žije zde 499 obyvatel.
Sousedními obcemi sídla jsou Štítary, Grešlové Mýto, Boskovštejn, Ctidružice, Bojanovice, Kravsko, Olbramkostel a Vranovská Ves.

## Historie
Okolí Pavlic bylo osídleno už od pravěku. V roce 1930 zde objevil archeolog František Vildomec osídlení lidu kultury s lineární keramikou.
První písemná zmínka o obci pochází z roku 1252, kdy patřila k panství hradiště sv. Hypolita.

## Pamětihodnosti
- Kostel svatého Filipa a Jakuba
- Kaple Božího hrobu z roku 1675, přistavěná ke kostelu. Kaple byla postavena podle chrámu Božího hrobu v Jeruzalémě.
- Boží muka u silnice do Boskovštejna
- Sousoší Nejsvětější Trojice
- Zájezdní hostinec

## Známí rodáci
- Bohumír Pokorný (1877–1968), hudební skladatel
- Karel Pokorný (1891–1962), sochař